# Szymon Gąsiński
Szymon Gąsiński (ur. 8 lipca 1983) – polski piłkarz występujący na pozycji bramkarza w Futsal & Beach Soccer Kolbudy. Uczestnik Mistrzostw Świata w piłce nożnej plażowej 2017 oraz Euro Winners Cup 2017 oraz 2018.

## Kariera klubowa
Gąsiński zaczynał swoją karierę w łódzkich klubach. Najpierw w ŁKS Łódź, później zaś w UKS SMS Łódź. W 2002 roku został zawodnikiem Górnika Łęczyca, którego opuścił w 2005 roku. Na początku 2006 roku podpisał kontrakt z Zagłębiem Sosnowiec i to w barwach tego klubu w sezonie 2007/08 zadebiutował w Ekstraklasie. W 2008 roku wyjechał do norweskiego Mo IL, jednakże po krótkim czasie powrócił do Polski i został zawodnikiem Concordii Piotrków Trybunalski. Pół roku później ponownie musiał szukać sobie klubu. Znalazł go dopiero wiosną sezonu 2009/10, gdy podpisał kontrakt z Polonią Bytom. Przed sezonem 2010/11 Gąsiński został pierwszym bramkarzem Polonii. 28 stycznia 2011 roku Gąsiński podpisał dwuletni kontrakt z Cracovią. 8 marca 2013 roku przeszedł do trzecioligowego wówczas Zawiszy Rzgów. 18 lipca 2013 roku związał się z Flotą Świnoujście. W lipcu następnego roku powrócił, po wielu latach, do swojego macierzystego klubu ŁKS Łódź. W 2015 roku zakończył karierę w piłce trawiastej, po czym w latach 2016-2018 reprezentował drużynę KP Łódź

## Statystyki kariery
(aktualne na dzień 22 kwietnia 2014)
| Klub                           | Sezon              | Liga               | Liga  | Liga   | Puchar Polski | Puchar Polski | Puchar Ekstraklasy | Puchar Ekstraklasy | Suma  | Suma   |
| Klub                           | Sezon              | Liga               | Mecze | Bramki | Mecze         | Bramki        | Mecze              | Bramki             | Mecze | Bramki |
| ------------------------------ | ------------------ | ------------------ | ----- | ------ | ------------- | ------------- | ------------------ | ------------------ | ----- | ------ |
| Zagłębie Sosnowiec             | 2005/06            | II liga            | 5     | 0      | 0             | 0             | –                  | –                  | 5     | 0      |
| Zagłębie Sosnowiec             | 2006/07            | II liga            | 10    | 0      | 0             | 0             | –                  | –                  | 10    | 0      |
| Zagłębie Sosnowiec             | 2007/08            | I liga             | 9     | 0      | 0             | 0             | 1                  | 0                  | 10    | 0      |
| Zagłębie Sosnowiec             | Ogólnie            | Ogólnie            | 24    | 0      | 0             | 0             | 1                  | 0                  | 25    | 0      |
| Concordia Piotrków Trybunalski | 2008/09            | II liga            | 10    | 0      | 0             | 0             | –                  | –                  | 10    | 0      |
| Concordia Piotrków Trybunalski | Ogólnie            | Ogólnie            | 10    | 0      | 0             | 0             | 0                  | 0                  | 10    | 0      |
| Polonia Bytom                  | 2009/10            | Ekstraklasa        | 1     | 0      | 0             | 0             | –                  | –                  | 1     | 0      |
| Polonia Bytom                  | 2010/11            | Ekstraklasa        | 11    | 0      | 0             | 0             | –                  | –                  | 11    | 0      |
| Polonia Bytom                  | Ogólnie            | Ogólnie            | 12    | 0      | 0             | 0             | 0                  | 0                  | 12    | 0      |
| Cracovia                       | 2011/12            | Ekstraklasa        | 2     | 0      | 2             | 0             | –                  | –                  | 4     | 0      |
| Cracovia                       | 2012/13            | I liga             | 0     | 0      | 0             | 0             | –                  | –                  | 0     | 0      |
| Cracovia                       | Ogólnie            | Ogólnie            | 2     | 0      | 2             | 0             | 0                  | 0                  | 4     | 0      |
| Zawisza Rzgów                  | 2012/13            | III liga           | 15    | 0      | 0             | 0             | –                  | –                  | 15    | 0      |
| Zawisza Rzgów                  | Ogólnie            | Ogólnie            | 15    | 0      | 0             | 0             | 0                  | 0                  | 15    | 0      |
| Flota Świnoujście              | 2013/14            | I liga             | 15    | 0      | 1             | 0             | –                  | –                  | 16    | 0      |
| Flota Świnoujście              | Ogólnie            | Ogólnie            | 15    | 0      | 0             | 0             | 0                  | 0                  | 16    | 0      |
| ŁKS Łódź                       | 2014/15            | III liga           | 17    | 0      | 0             | 0             | –                  | –                  | 17    | 0      |
| ŁKS Łódź                       | Ogólnie            | Ogólnie            | 17    | 0      | 0             | 0             | 0                  | 0                  | 17    | 0      |
| Ogólnie w karierze             | Ogólnie w karierze | Ogólnie w karierze | 95    | 0      | 3             | 0             | 1                  | 0                  | 99    | 0      |